# العلاقات الأرمينية الأنغولية
العلاقات الأرمينية الأنغولية هي العلاقات الثنائية التي تجمع بين أرمينيا وأنغولا.

## مقارنة بين البلدين
هذه مقارنة عامة ومرجعية للدولتين:
| وجه المقارنة                                              | أرمينيا                    | أنغولا           |
| --------------------------------------------------------- | -------------------------- | ---------------- |
| المساحة (كم2)                                             | 29.74 ألف                  | 1.25 مليون       |
| عدد السكان (نسمة)                                         | 2.93 مليون                 | 29.78 مليون      |
| الكثافة السكانية (ن./كم²)                                 | 98.52                      | 23.82            |
| العاصمة                                                   | يريفان                     | لواندا           |
| اللغة الرسمية                                             | لغة أرمنية                 | اللغة البرتغالية |
| العملة                                                    | درام أرميني                | كوانزا أنغولي    |
| الناتج المحلي الإجمالي (بليون دولار)                      | 11.54 مليار                | 124.21 مليار     |
| الناتج المحلي الإجمالي (تعادل القوة الشرائية) بليون دولار | 25.41 مليار                | 184.83 مليار     |
| الناتج المحلي الإجمالي الاسمي للفرد دولار أمريكي          | 3.49 ألف                   | 4.10 ألف         |
| الناتج المحلي الإجمالي للفرد دولار أمريكي                 | 8.07 ألف                   |                  |
| مؤشر التنمية البشرية                                      | 0.743                      | 0.533            |
| رمز المكالمات الدولي                                      | +374                       | +244             |
| رمز الإنترنت                                              | .am، .հայ ‏                 | .ao              |
| المنطقة الزمنية                                           | ت ع م+04:00، توقيت أرمينيا | ت ع م+01:00      |

## منظمات دولية مشتركة
يشترك البلدان في عضوية مجموعة من المنظمات الدولية، منها:
| علم المنظمة | اسم المنظمة                        | تاريخ انضمام أرمينيا | تاريخ انضمام أنغولا |
| ----------- | ---------------------------------- | -------------------- | ------------------- |
|             | الاتحاد الدولي للاتصالات           | 30 يونيو 1992        | 13 أكتوبر 1976      |
|             | منظمة حظر الأسلحة الكيميائية       | ?                    | ?                   |
|             | منظمة التجارة العالمية             | 5 فبراير 2003        | ?                   |
|             | منظمة الشرطة الجنائية الدولية      | ?                    | ?                   |
|             | الأمم المتحدة                      | 2 مارس 1992          | 1 ديسمبر 1976       |
|             | يونسكو                             | 9 يونيو 1992         | 11 مارس 1977        |
|             | البنك الدولي للإنشاء والتعمير      | 16 سبتمبر 1992       | 19 سبتمبر 1989      |
|             | وكالة ضمان الاستثمار متعدد الأطراف | 5 ديسمبر 1995        | 19 سبتمبر 1989      |
|             | مؤسسة التنمية الدولية              | 25 أغسطس 1993        | 19 سبتمبر 1989      |
|             | مؤسسة التمويل الدولية              | 18 أبريل 1995        | 19 سبتمبر 1989      |
|             | الاتحاد البريدي العالمي            | ?                    | ?                   |

## وصلات خارجية
- موقع وزارة الخارجية الأرمينية
- موقع وزارة الخارجية الأنغولية